# Chaunac
Chaunac är en kommun i departementet Charente-Maritime i regionen Nouvelle-Aquitaine i västra Frankrike. Kommunen ligger  i kantonen Jonzac som ligger i arrondissementet Jonzac. År 2022 hade Chaunac 70 invånare.

## Befolkningsutveckling
Antalet invånare i kommunen Chaunac
Referens:INSEE